# Bodeguita del Medio

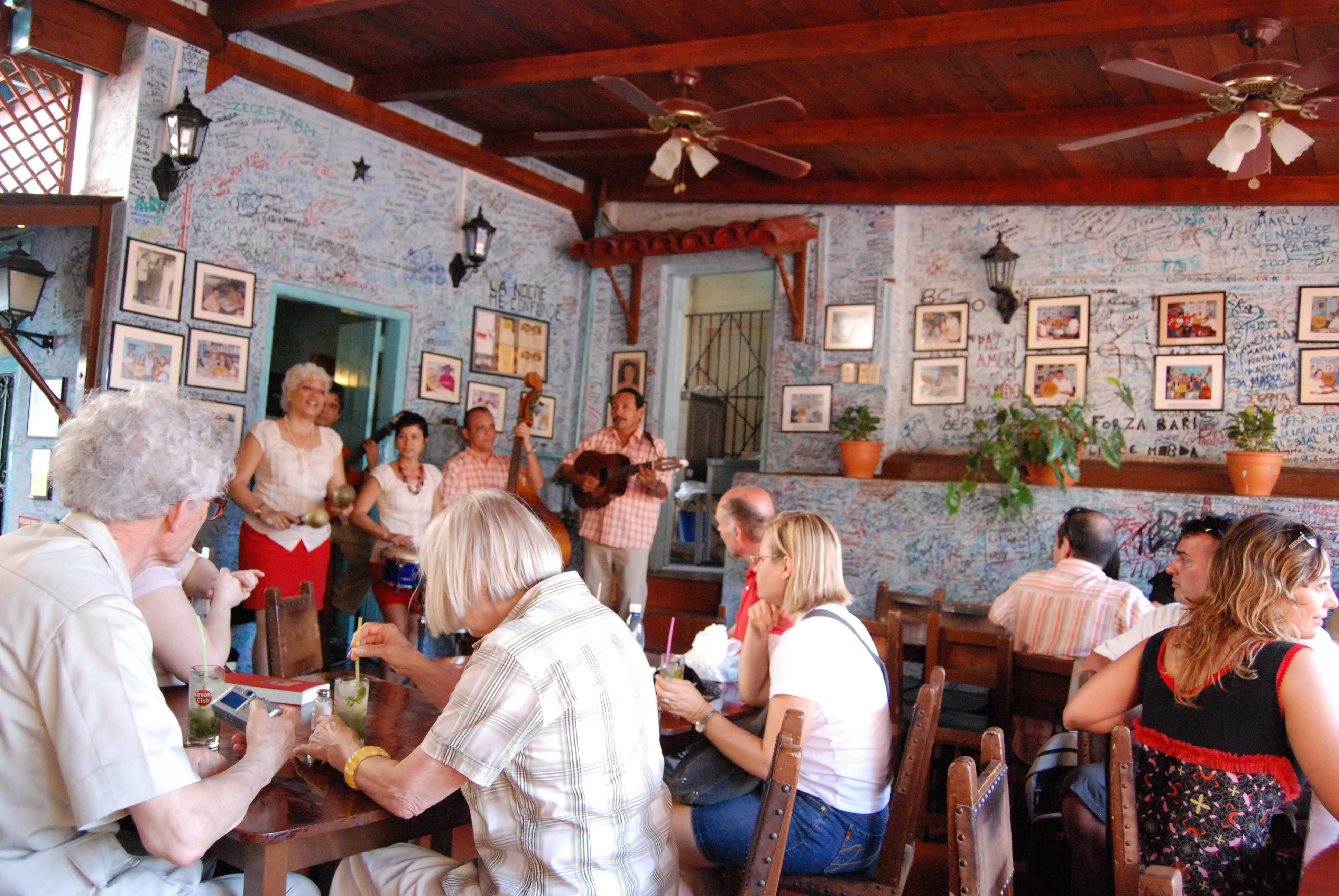
La Bodeguita del Medio a L'Habana, Cuba

La Bodeguita del Medio (en català petita bodega del mig) és un típic restaurant de l'Havana i un dels grans llocs turístics de la ciutat, per on han passat nombrosos visitants famosos, des d'escriptors a polítics. Tots ells deixen la seva empremta en el local mitjançant algun record, fotos, objectes o grafits a les parets. S'hi poden trobar firmes tan insòlites com la d'Errol Flynn o Salvador Allende. A les seves sales es pot gaudir de l'ambient típic cubà, amb la seva gastronomia, els seus tabacs i la seva música, que recullen tota l'essència de la tradició. A Cuba, gairebé totes les fondes (restaurants modests) i bodegues (petits mercats de veïnat) es trobaven estratègicament situats en les cantonades o extrems d'un carrer. Originalment, i abans de ser només un restaurant, aquest local havia estat una bodega que, a diferència de la resta, estava a meitat d'un carrer. Així, doncs, no es tractava d'una bodega qualsevol, sinó de la bodegueta que era al mig d'un carrer. Quan el local va passar a ser restaurant, el seu amo va decidir conservar el nom amb el qual els clients ja havien batejat el seu negoci.

## Història
El 1942 aquest conegut restaurant era tan sols una petita botiga de queviures. El seu propietari, Ángel Martínez, venia fritades i algunes begudes. Entre els usuaris més assidus a la Bodeguita del Medio figuraven diversos intel·lectuals que acudien a una impremta propera. Ells després de realitzar les gestions pertinents a la zona solien reunir-se a la "bodegueta" la qual va ser adquirint certa notorietat.
En forma espontània, no precisada en el temps, la que era coneguda fins llavors com la bodegueta de Martínez, va passar a ser identificada o més comunament assenyalada com la "Bodeguita del Medio" per trobar-se situada, precisament, al centre del carrer Empedrado, molt a prop de la Plaça de la Catedral.
Un bon dia, a un dels assidus visitants al lloc, el periodista Leandro García, se li va acudir posar el seu nom en una de les parets de la bodegueta i posteriorment altres destacades personalitats imitar aquest gest. Va ser així com les parets del restaurant es varen omplir de rúbriques de diverses grandàries i varietat cal·ligràfica.
Entre les múltiples signatures de destacades personalitats apareixen les de Pablo Neruda, Agustín Lara, Brigitte Bardot, Nicolás Guillén, Ignacio Villa (Bola de Nieve), Ernest Hemingway, i Salvador Allende.
Feliz Ayón era el director d'una editora havanera que va a viure al costat de Casa Martínez, on comença a realitzar dinars amb els seus clients i amics. Els menjars tenen èxit, era el típic menjar crioll, i el 1948 l'establiment dona pas a l'actual Bodeguita del Medio.
El 1949 entra com cuinera Silvia Torres, "la xinesa", que convertiria el seu art de cuinar en un negoci d'èxit. El 26 d'abril de 1950 s'inaugura oficialment la Bodeguita del Medio.
En l'actualitat hi ha establiments amb el mateix nom a altres llocs del món com ara Argentina, Bolívia, Mèxic, Colòmbia, Veneçuela, Alemanya, Anglaterra o Gijón.
La Bodeguita no ha deixat de ser, com va sol·licitar Guillén en el sonet que especialment li va dedicar, una bodegueta amb l'encant suprem d'un local relativament petit, amb un nombre reduït de taules acompanyades de tamborets, on es pot assaborir el menjar crioll preparat per experts culinaris que desitgen que els que visiten el restaurant marxin complaguts i amb el desig de tornar. És també reconeguda pels seus glops on sobresurt "el mojito"

## Curiositats
Ernest Hemingway va escriure en anglès en una de les parets de la Bodeguita del Medio: My mojito in La Bodeguita, My daiquiri in El Floridita és a dir "El meu mojito a la Bodeguita, el meu Daiquiri al Floridita".